# Gyaritus fuscosignatus
Gyaritus fuscosignatus là một loài bọ cánh cứng trong họ Cerambycidae.